# Agius
Pour les articles homonymes, voir Agius (homonymie).
Agius est un ecclésiastique, évêque d'Orléans de 843 à 867.

## Biographie
Agius devient évêque d'Orléans en 843, ordonné par son métropolitain archevêque de Sens Wenilon,,,. Succédant à l'évêque Jonas, dont il est un proche parent, Agius est auparavant chapelain du palais de Charles le Chauve,,.

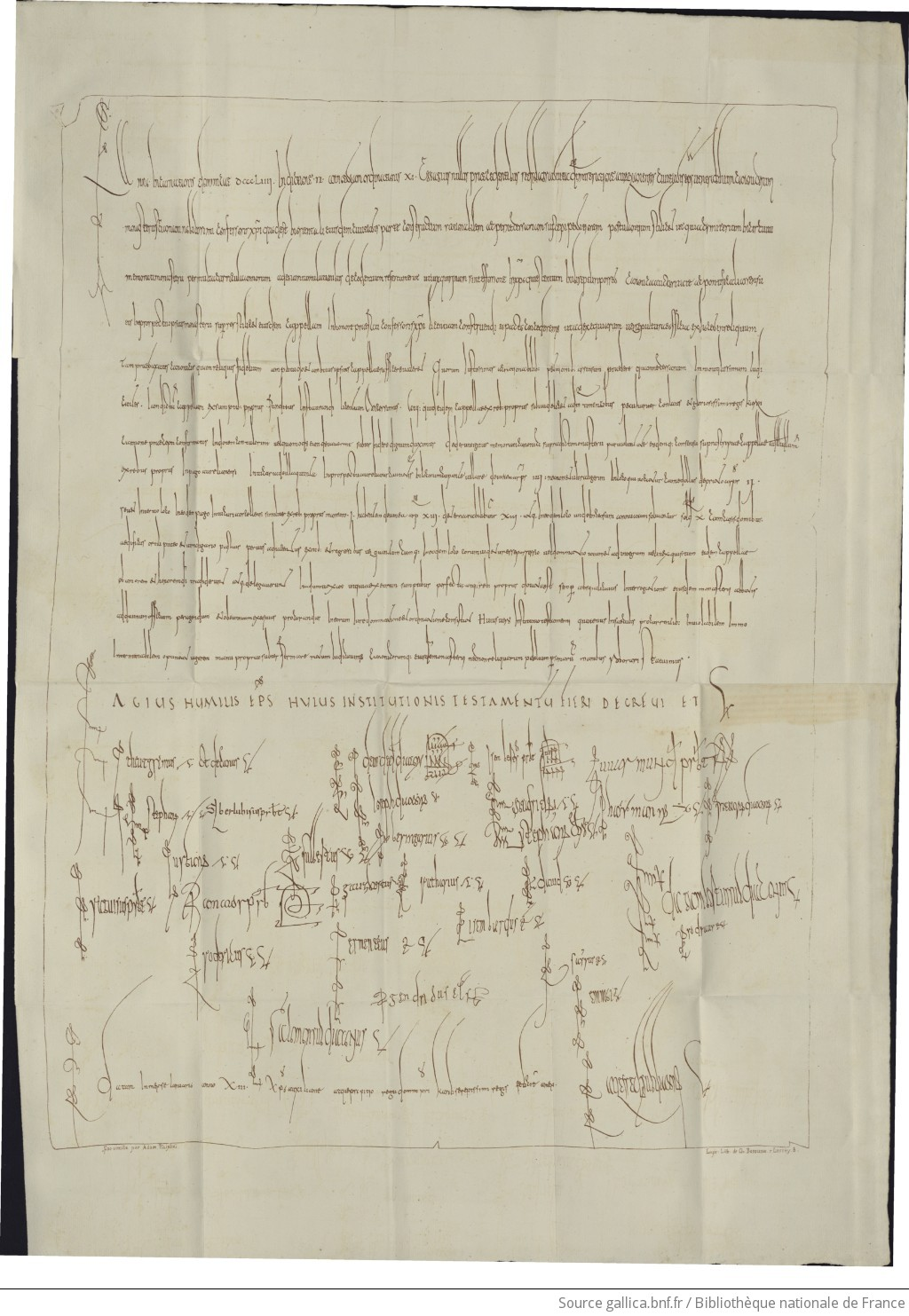
Charte d'Agius autorisant les chanoines de Saint-Aignan d'Orléans à établir une chapelle et un cimetière (854).

Il participe en 843 au concile de Germigny, puis, en 844, à celui de Verneuil, où son élection épiscopale est ratifiée par Charles le Chauve,,,. En 848, Agius est présent au sacre royal de Charles le Chauve par l'archevêque de Sens Wenilon dans la cathédrale Sainte-Croix d'Orléans. Il participe également au concile de Tours en 849,. En 852, le roi lui délivre un diplôme confirmant les biens de la cathédrale d'Orléans,.
Au concile de Soissons en 853, Agius, Pardulus, évêque de Laon et l'archevêque de Reims Hincmar, sont chargés d'enquêter sur l'évêque nommé de Chartres Bouchard ou Burchard,,,. Burchard est reconnu évêque et consacré grâce au soutien d'Agius,.
En 854, Agius donne aux chanoines de la collégiale Saint-Aignan d'Orléans une charte les autorisant à établir une chapelle et un cimetière,,. Cette chapelle, appelée chapelle Saint-Aignan devient au XVIIe siècle l'église Notre-Dame-du-Chemin,.
La même année 854, Agius et Burchard de Chartres organisent la défense contre les Normands, levant des hommes de guerre et armant des bateaux. Quand, vers 855, les Normands attaquent et ravagent Orléans, Agius achète leur départ,. Le fait qu'il prenne en charge la défense de la ville et que, dans la charte de 854, aucun comte ne soit nommé, montre qu'Agius assume alors la charge comtale à Orléans. C'est pour cela que Charles le Chauve l'envoie comme missus en 855 inspecter l'abbaye de Fleury.
Agius participe aussi au concile de Savonnières de 859 et aux deux conciles de Pistes (diocèse de Rouen) en 862 et en 864,. Vers 865, les Normands reviennent, pillant et dévastant la ville,,. Agius est cité pour la dernière fois en novembre 867. Son successeur, Walterius ou Gautier, est cité pour la première fois en 868 ou en 869.